# Perugia-Città della Pieve-i főegyházmegye
A Perugia-Città della Pieve-i főegyházmegye a római katolikus egyház egyik olaszországi főegyházmegyéje. Érseki székvárosa Perugia, társ-székvárosa Città della Pieve. Főpásztora  Ivan Maffeis érsek. Főszékesegyháza a perugiai San Lorenzo-katedrális, társszékesegyháza a Città della Pieve-i dóm.

## Szuffragáneus egyházmegyék
A főegyházmegye szuffragáneus egyházmegyéi:
- Assisi-Nocera Umbra-Gualdo Tadinó-i egyházmegye
- Città di Castelló-i egyházmegye
- Folignói egyházmegye
- Gubbiói egyházmegye

## Szomszédos egyházmegyék
- Montepulciano-Chiusi-Pienzai egyházmegye (nyugat)
- Arezzo-Cortona-Sansepolcrói egyházmegye (északnyugat)
- Gubbiói egyházmegye (északkelet)
- Assisi-Nocera Umbra-Gualdo Tadinó-i egyházmegye (kelet)
- Orvieto-Todi egyházmegye (dél)